# Psychoda jezeki
Psychoda jezeki är en tvåvingeart som beskrevs av Toni M. Withers 1988. Psychoda jezeki ingår i släktet Psychoda och familjen fjärilsmyggor. Inga underarter finns listade i Catalogue of Life.